# 21번가의 살인자
21번가의 살인자(L' Assassin Habite Au 21, The Murderer Lives At Number 21)는 프랑스에서 제작된 앙리 조르주 클루조 감독의 1942년 영화이다. 피에르 프레네 등이 주연으로 출연하였다.

## 출연

### 주연
- 피에르 프레네
- 수지 드레이어

### 조연
- 피에르 라르쿠이
- 노엘 로크베르
- 르네 게닌